# Большетроицкое
Большетроицко́е — село в Шебекинском районе Белгородской области, административный центр Большетроицкого сельского поселения.
Расположено в 45 км от райцентра Шебекино и в 55 км от железнодорожной станции Нежеголь.

## История
В архивных документах имеется Указ о наделении большетроицких земель «короченцам, детям боярским Ивану Ефимову, Панкрату Аулову с товарищи тридцати восьми человекам.»... Каждому из них в среднем было наделено по 150 четвертей земли (75 десятин). Однако они не смогли освоить полученные земли, и в 1711 году князь Александр Данилович Меньшиков скупил эти земли и поселил на них людей, привезенных с собой, а село назвал Большетроицкое.
В ведомости имущества А. Д. Меншикова в Белгородской провинции упоминается, что по переписи 1716 года в Нежегольском уезде в слободе Большетроицкое и селе Петровка (ныне Артельное) значилось 613 дворов и в них 1561 человек мужского пола, которые платили оброк в размере 511 рублей.
После ареста А. Д. Меншикова, происшедшего после смерти  Екатерины I, и конфискации его имущества в 1727 году, слобода Большетроицкое находилась в ведомстве Московской главной дворцовой канцелярии.
27 февраля 1729 года именным Указом Петра II слобода была пожалована генерал-аншефу и кавалеру Михаилу Афанасьевичу Матюшкину «в вечное и потомственное владение».
С 1745 года слобода Большетроицкое в переписных книгах населения города Белгорода и уезда, указана как вотчина генеральши Софии Дмитриевны Матюшкиной. В это время в слободе проживало 1289 мужчин, 29 церковников, 14 цыган, 52 человека дворовых людей мужского пола.
С 1765 года владельцем слободы стал сын генерала Матюшкина — Михаил. От Матюшкиных слободу Большетроицкое получил во владение по родственной наследственности генерал Алексей Петрович Ермолов (1777—1861) — участник войн с Наполеоном (1805—1814) и  Кавказской войны (1817—1827), «проконсул Кавказа». В память победы над Наполеоном генерал Ермолов построил церковь. Она строилась руками крепостных в течение 12 лет (1813—1825). В 1861 году, после смерти Ермолова, имение по наследству перешло к Н. Добрынину.
Село Большетроицкое до 1924 года входило в состав Троицкой волости Новооскольского уезда Курской губернии.
В 1928—1963 годах было центром Большетроицкого района.

## Население
| 1959 | 2002  | 2010  |
| ---- | ----- | ----- |
| 2321 | ↘2163 | ↗2250 |

## Известные жители, уроженцы
- Волохов, Фёдор Сергеевич (1912—1990) ― русский советский писатель, драматург, журналист.
- Гринёв, Владимир Борисович (1945) — Заместитель председателя Верховной Рады Украины I созыва (1990—1994), профессор, академик Академии инженерных наук Украины
- Лозневой, Александр Никитич (1911—2005) — российский поэт, прозаик, журналист, член Союза писателей СССР

## Образование и культура
- Большетроицкая школа
- Детский сад
- Большетроицкий Центр культурного развития, в котором расположена библиотека, музыкальная школа, школа искусств

## Здравоохранение
Большетроицкая районная больница

## Памятники
- Памятник Владимиру Ильичу Ленину    ( снесён во время реконструкции центрального парка летом 2020 года)
- Братская могила 6 героев Гражданской войны
- Братская могила 16 советских воинов, погибших в боях с фашистскими захватчиками
- Братская могила войнов Советской армии

## Парки
В рамках областной программы «500 парков Белогорья» на территории села создана зоны отдыха, в которую вошли парк, детская площадка, родник с зимней купелью, надкладезьная часовня и пруд.